# Prodidomus robustus
Prodidomus robustus är en spindelart som beskrevs av Raymond Comte de Dalmas 1919. Prodidomus robustus ingår i släktet Prodidomus och familjen Prodidomidae.
Artens utbredningsområde är Etiopien. Inga underarter finns listade i Catalogue of Life.